# Crush Gear Turbo
Crush Gear Turbo (jap. 激闘!クラッシュギアTURBO Gekito! Crush Gear Turbo) ist eine Anime-Serie. Von 2003 bis 2004 lief in Japan unter dem Titel Crush Gear Nitro (jap. クラッシュギアNitro) eine 50-teilige Nachfolgeserie.
Die Serie spielt in einer nahen Zukunft. Die Hauptperson ist Kouya Marino, dessen Traum es ist, Crush-Gear-Weltmeister zu werden. Sein Bruder, Yuuya Marino, ist kurz vor der Erfüllung desselben Traums ums Leben gekommen.

## Handlung
In naher Zukunft: „Crush Gear“ ist eine Trendsportart und alle Kinder wollen darin die besten sein. Voller Eifer lenken sie ihre ferngesteuerten handtellergroßen Maschinen (Gears genannt) über ein virtuelles Spielfeld und versuchen, den Gegner aus dem Feld zu drängen oder zu vernichten. Kouya Marino, der kleine Bruder eines verstorbenen Crush-Gear-Champions, ist Mitglied des renommierten Tobita-Clubs, dem auch der aktuelle Weltmeister angehört.
Jedoch wird gleich zu Beginn der Serie der Tobita-Club fast aufgelöst, weil Takeshi Manganji, einer der besten Crush Gear-Spieler, aus dem Club austritt und seinen eigenen Verein gründet, dem sich alle Mitglieder des Tobita-Clubs mit Ausnahme von Kouya sofort anschließen. Damit der Tobita-Club weiterhin bestehen kann, muss Kouya nun schnell neue Mitglieder suchen, da man bei offiziellen Turnieren mit vier Spielern antreten muss.

## Veröffentlichungen

### Fernsehserie
Crush Gear Turbo wurde vom 7. Oktober 2001 bis zum 26. Januar 2003 erstmals in Japan ausgestrahlt und lief auf den Sendern Animax, Nagoya Broadcasting Network und TV Asahi. Außerdem wurde die Serie in Malaysia auf TV3 und auf den Philippinen bei den Sendern ABS-CBN Broadcasting Corporation, Hero und Cartoon Network Philippines ausgestrahlt.
Im deutschen Fernsehen wurde die Serie auf Tele 5 vom 30. Oktober 2004 bis 22. Mai 2005 erstmals ausgestrahlt. In Österreich wurde die Serie von ATVplus gesendet.
Die Serie ist auf zehn DVDs beim Label Red Planet erschienen.

#### Synchronisation
| Rolle            | Japanischer Sprecher (Seiyū) | Deutscher Sprecher |
| ---------------- | ---------------------------- | ------------------ |
| Kouya Marino     | Megumi Matsumoto             | Nils Zachler       |
| Takeshi Manganji | Akira Sasanuma               | Julien Haggège     |
| Kyosuke Jinn     | Chika Sakamoto               | Joseph Rebling     |
| Kuroudo Marume   | Naomi Shindoh                | Hannes Maurer      |
| Lilika Tobita    | Michiko Neya                 | Uschi Hugo         |
| Jirou Oriza      | Masato Amada                 | Robin Kahnmeyer    |
| Kaoru Hanano     | Akemi Kanda                  | Peggy-Sue Emmler   |

### Film
Am 20. Juli 2002 wurde in Japan der Film  Gekito! Crush Gear Turbo - Kaizerburn no Chousen!  im Rahmen der Toei Summer Anime Fair 2002 veröffentlicht.